# Wladimir Wjatscheslawowitsch Issakow
Wladimir Wjatscheslawowitsch Issakow (russisch Владимир Вячеславович Исаков; * 28. Februar 1970 in Puschkino, Russische SFSR) ist ein ehemaliger russischer Sportschütze.

## Erfolge
Wladimir Issakow, der für Dynamo Moskau startete, nahm fünfmal an Olympischen Spielen teil. 1996 belegte er in Atlanta mit der Luftpistole den zwölften Rang. Acht Jahre darauf zog er mit der Luftpistole in Athen ins Finale ein, das er mit 684,3 Punkten hinter Wang Yifu und Michail Nestrujew auf dem Bronzerang abschloss. Bei den Olympischen Spielen 2008 in Peking qualifizierte er sich mit der Freien Pistole mit 563 Punkten als Fünfter ebenfalls für das Finale, in dem er mit 95,9 Punkten und damit 658,9 Gesamtpunkten zunächst den vierten Rang mit dem punktgleichen Oleh Omeltschuk belegte. Im Stechen schoss Issakow eine 9,1, während Omeltschuk lediglich eine 6,5 schaffte. Da der ursprüngliche zweitplatzierte Kim Jong-su wegen Dopings disqualifiziert wurde, erhielt Issakow nachträglich Bronze. Die Spiele 2012 in London schloss er mit der Freien Pistole auf dem zehnten Rang ab, 2016 erreichte er in Rio de Janeiro mit der Luftpistole den 31. Platz.
2002 in Lahti und 2010 in München wurde Issakow jeweils mit der Luftpistolen-Mannschaft Weltmeister. 2006 gewann er mit ihr außerdem in Zagreb Silber sowie 2014 in Granada Bronze. Mit der Freien Pistole sicherte er sich 2006 zudem Bronze im Einzel und Silber in der Mannschaftskonkurrenz.
Wladimir Issakow ist verheiratet und hat zwei Kinder.